# Thomas Nestraschil
Thomas Nestraschil (* 23. Juli 1973 in Wien) ist ein ehemaliger österreichischer Basketballspieler.

## Laufbahn
Nestraschil war österreichischer Nationalspieler, beginnend 1992 und endend 1997 bestritt er 16 Länderspiele. Der 1,87 Meter große Aufbauspieler gewann 1997 mit UKJ Sankt Pölten den Staatsmeistertitel, mit demselben Verein trat er in seiner einzigen Saison als UKJ-Mitglied (1997/97) im Europapokal an. Die übrigen A-Bundesligavereine in Nestraschils Laufbahn waren WAT Wieden (1993 bis 1996) sowie BK Klosterneuburg (1997/98).
Bei den Union Basket Swans Gmunden wurde Nestraschil später im Vereinsvorstand tätig und kümmerte sich dort um EDV-Belange. Im August 2017 war er einer der Verantwortlichen, die nach längerer Unterbrechung das jährlich stattfindende Gmundener Sommerturnier wiederauflegten.